# Soechoj Soe-27
De Soechoj Soe-27 (Russisch: Сухой Су-27) (NAVO-codenaam: Flanker) is een multirol-straaljager die ontwikkeld is in de Sovjet-Unie. Het toestel is ontwikkeld door Soechoj en wordt afhankelijk van de variant gebouwd door KnAAPO, NAPO of Irkoet. Wat algemener kan de naam ook duiden op een aantal vliegtuigen die hiervan afgeleid zijn.

## Beschrijving
De Soe-27 werd oorspronkelijk ontwikkeld als een onderscheppingsjager voor de lange afstand. Toen de productie startte, werd daar ook de jachtbommenwerperrol aan toegevoegd en nog later, bij de ontwikkeling van de Soe-33 de anti-scheepsrol. De Soe-30-varianten kunnen ook gespecialiseerde missies zoals aanvallen op radarstations uitvoeren en mogen dus met recht multirole-straaljagers genoemd worden. Net zoals de Amerikaanse F-16 is de Soe-27 statisch onstabiel, niet geheel toevallig beschikt het toestel ook over fly-by-wire.

### Romp
De romp van de Soe-27 wordt uit vijf delen geassembleerd: de voorkant tot aan de cockpit, het middenstuk van de romp met daarin de brandstoftanks, de achterkant en de twee behuizingen voor de motoren. Tegenover andere vierdegeneratietoestellen valt hierbij het grote interne volume van de Soe-27 op. De brandstofcapaciteit is met 9400 kg bijna net zo groot als die van een F-15 met drie externe tanks. De motorhuizen bevinden zich net als bij de MiG-29 grotendeels onder het toestel in plaats van verwerkt in de romp. Dit deel van het ontwerp is gebaseerd op de Amerikaanse F-14 die de motoren ook onder de romp heeft. Het profiel tussen de motoren levert extra liftkracht waardoor in feite het effectieve vleugeloppervlak vergroot wordt.
Op veel plekken in het toestel is gebruikgemaakt van titanium dat in Rusland volop beschikbaar is. Hierdoor is het toestel relatief licht ondanks de grote hoeveelheid brandstof die het toestel intern kan meenemen. Ook zijn de aerodynamische eigenschappen verbeterd door minder luchtwrijving ten gevolge het gebruik van titanium aan de buitenkant van het toestel. Zoals bij veel andere vierdegeneratiestraaljagers gaan ook bij de Soe-27 de vleugels vloeiend over in de romp.

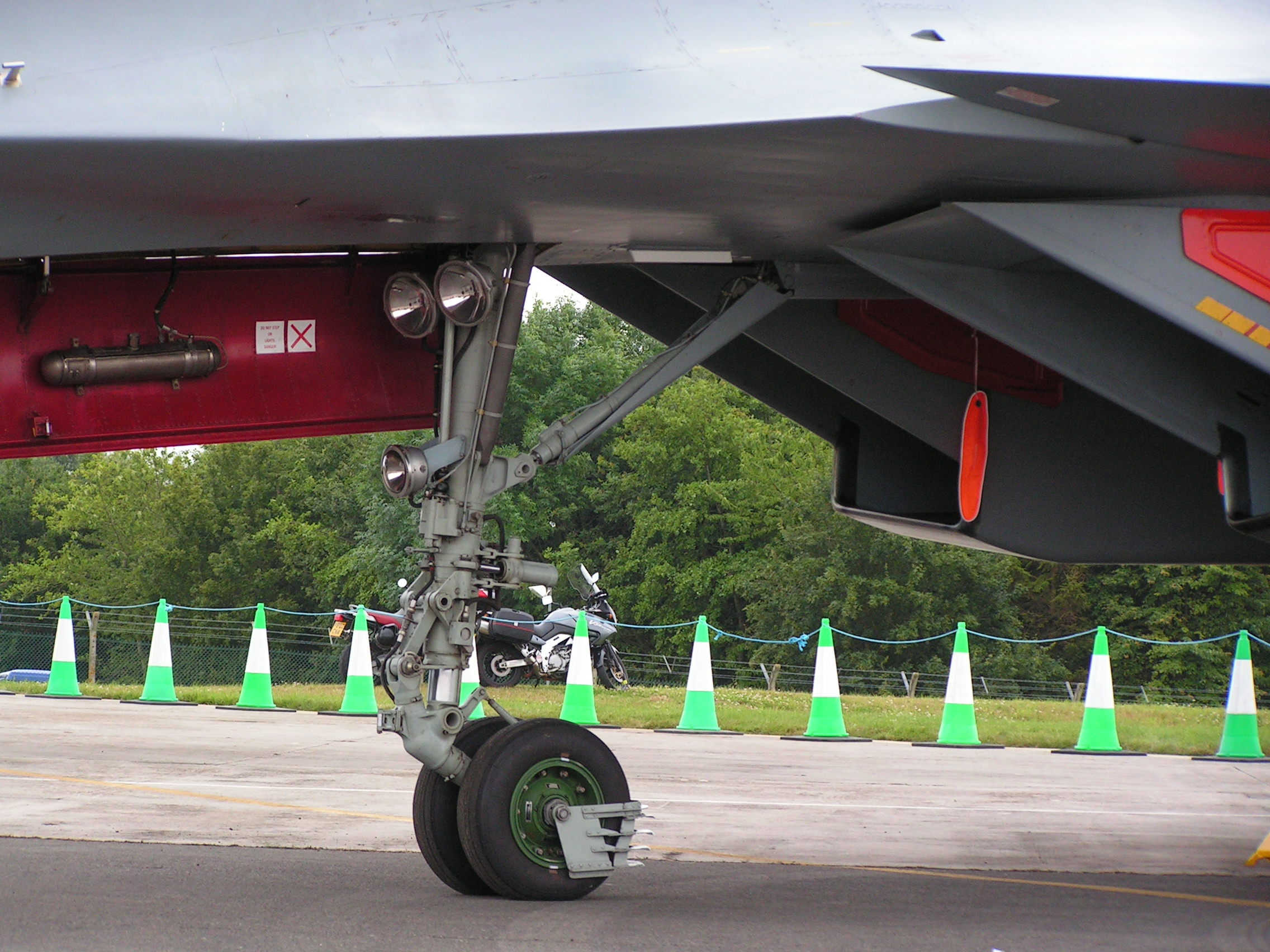
Neuswiel met de externe steunbalk. Ook zichtbaar op de foto zijn de landings-/taxilichten en de inlaten voor beide motoren.

Het landingsgestel van de Soe-27 is relatief simpel. De achterwielen zitten aan één stevige steunder die direct op de motorhuizen gemonteerd is en bij het intrekken naar voren weg klapt. Opvallend is verder de plaatsing van de diagonale steunbalk voor het neuswiel. Deze bevindt zich niet zoals bij veel vliegtuigen in de wielkast maar aan de buitenkant van het toestel. De vroege varianten van de Soe-27 hadden één neuswiel, maar de Soe-32, Soe-33 en productievarianten van de Soe-30 hebben twee wielen. De veel zwaardere Soe-32 heeft daarnaast ook twee achterwielen aan elke steunder en een steviger neuswiel dat naar achteren weg klapt.

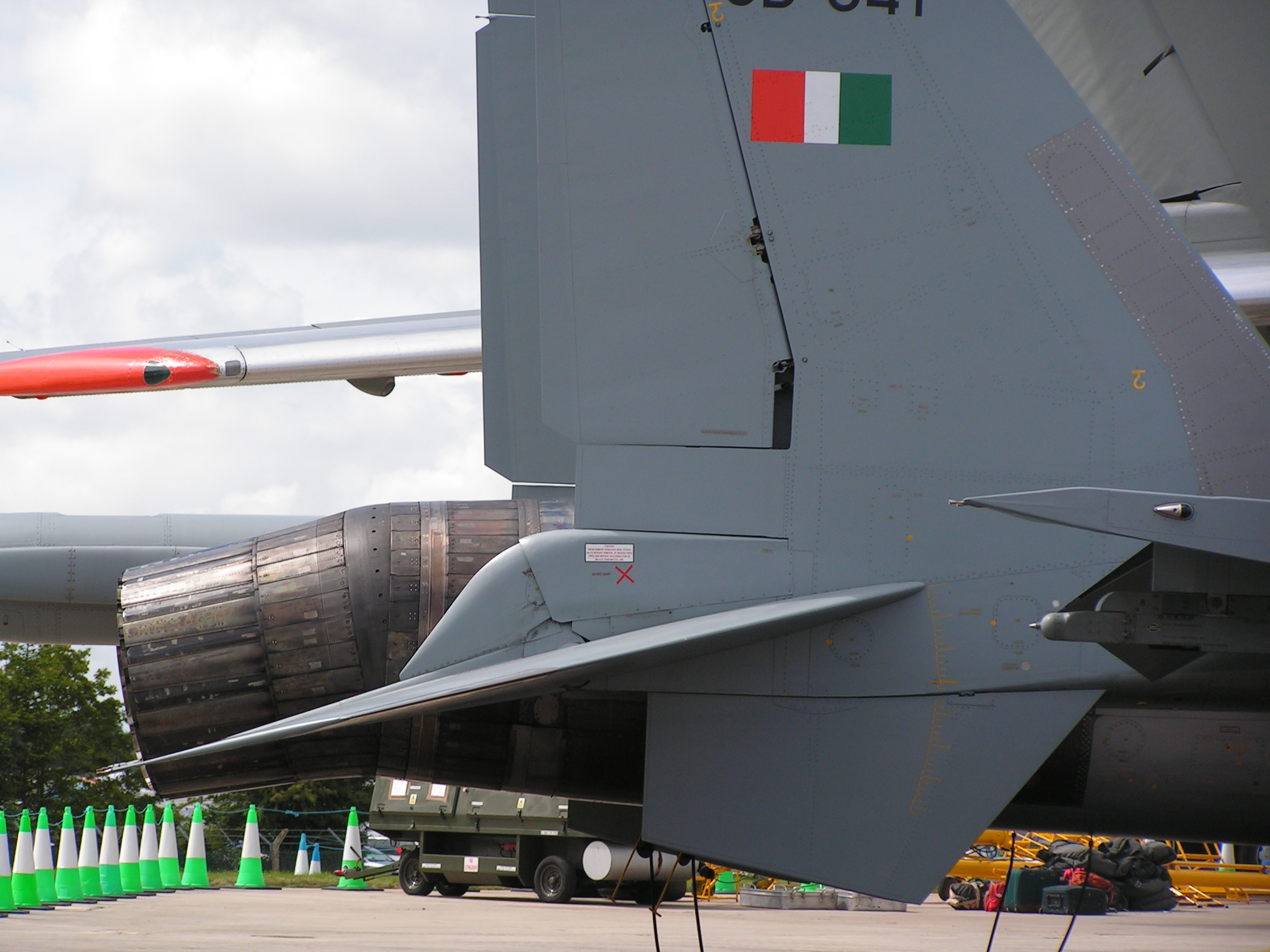
Stuwstraalbesturing op de Soe-30MKI.

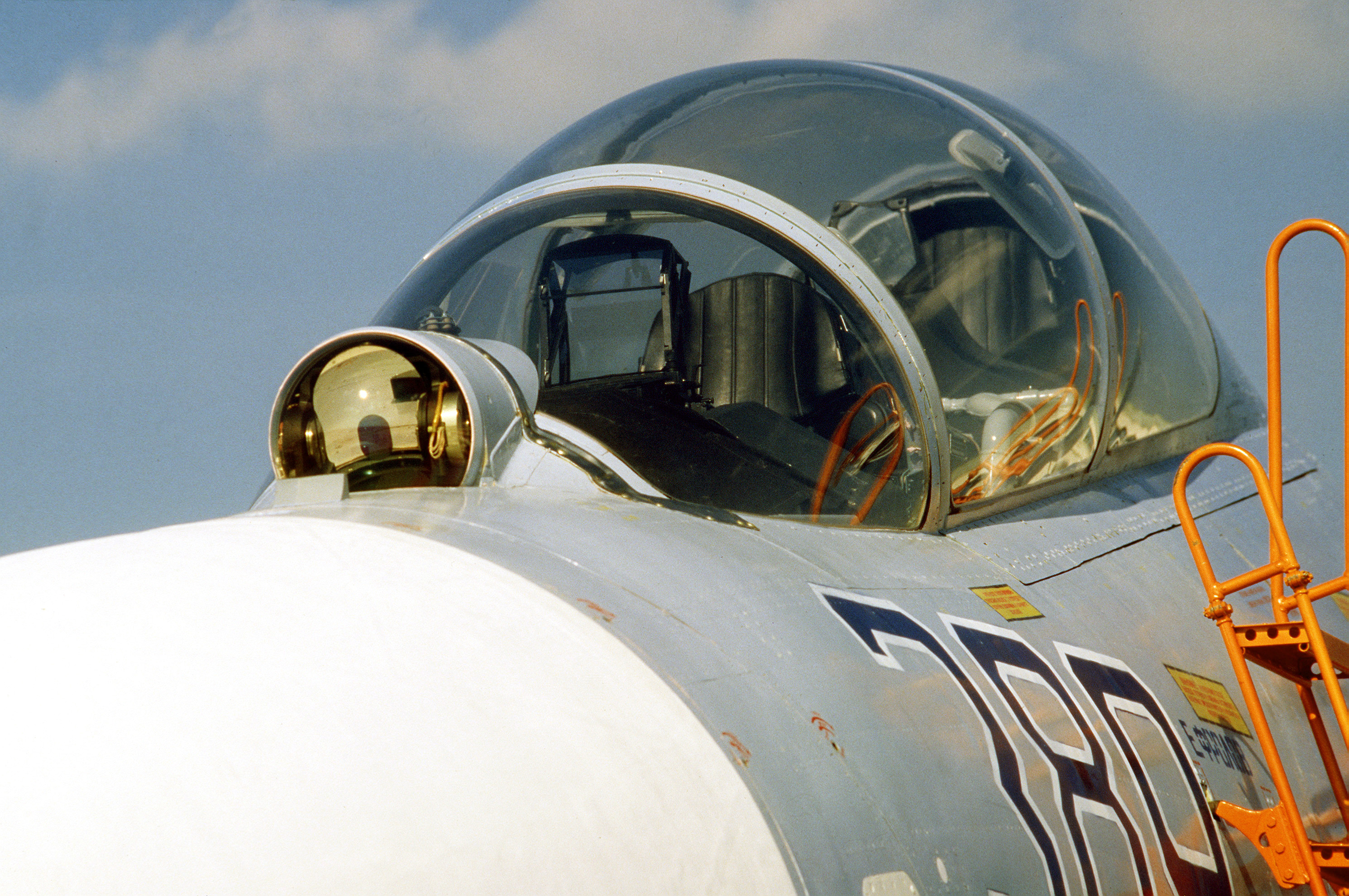
Buitenkant van de cockpit. Het infrarood zoeksysteem is goed zichtbaar op de neus van het vliegtuig.

### Motoren
De Soe-27 wordt voortgestuwd door twee AL-31F's ontwikkeld door Archip Ljoel-ka. Deze motor was binnen de Sovjet-Unie de eerste turbofan met naverbrander. De motor stelt de Soe-27 in staat onder extreme aanvalshoeken te opereren, er was namelijk bij het ontwerp geëist dat deze onder alle aanvalshoeken zou moeten kunnen draaien zonder af te slaan. Wanneer dit onverhoopt toch mocht gebeuren, beschikte het toestel nog over een back-upsysteem dat in ieder geval de hydraulische en elektrische systemen nog in werking hield. Latere varianten zijn uitgerust met verbeterde versies van deze motoren. Zo beschikken de AL-31FM- en FP-varianten over stuwstraalbesturingssystemen. Carlo Kopp stelt dat de AL-41, ontwikkeld voor Ruslands volgende generatie straaljagers, in de nabije toekomst varianten van de Soe-27 zou kunnen aandrijven. Dit zou het toestel in staat stellen tot supercruising en het daarmee op het gebied van snelheid en acceleratie gelijkwaardig maken aan de Amerikaanse F-22 Raptor.

### Bewapening
Alle varianten van de Soe-27 zijn uitgerust met het Grjazev-Sjipoenov GSj-30-1 30 mm-boordkanon met 150 granaten dat rechtsachter de cockpit aan de bovenkant van de vleugel zit. Behalve de voor de Soe-27 en MiG-29 ontwikkelde R-27- en R-73-lucht-luchtraketten kunnen beide ook de oudere R-60-raket lanceren. Nieuwere varianten van beide toestellen zijn ook geschikt om de R-77 met actieve radargeleiding te lanceren. Afhankelijk van de variant zijn hiervoor tien of twaalf ophangpunten beschikbaar. Ook heeft het toestel een datalink voor overdracht tussen toestellen of AWACS-steun (netwerk-centrische oorlogvoering). Alle varianten behalve de initiële Soe-27P zijn verder ook in staat ongeleide bommen en raketten mee te nemen. De Soe-30, Soe-32, Soe-33, Soe-35 en Soe-37 zijn daarnaast in staat verschillende soorten lucht-grondraketten te lanceren. Waar dit bij de Soe-33 beperkt is tot de Ch-41 Moskit-antischeepsraket hebben de Soe-30 en Soe-32 een heel arsenaal tot hun beschikking, waaronder de Ch-31-antiradarraket het Ch-59-kruisvluchtwapen.
Om vijandelijke vliegtuigen te vinden heeft de Soe-27 een doelzoeksysteem genaamd SUV-27 dat bestaat uit twee delen, het RLPK-27-radarsysteem, en het OEPS-27-infraroodzoeksysteem. Ook beschikt de Soe-27 over een waarschuwingsradar in de staart. Het radarsysteem bestaat uit een radar van het type N-001 Metsj ("Zwaard") die twee doelen tegelijk kan markeren. De mechanisch gescande antenne van deze radar heeft een diameter van 107,6 cm en kan doelen ter grootte van een straaljager vinden op een afstand van 80 km.
Latere varianten zijn uitgerust met geavanceerdere radars met phased-arrayantennes. In tegenstelling tot de moderne Amerikaanse radars maken deze wel nog gebruik van passief gescande antennes. De Soe-35, Soe-37 en verschillende varianten van de Soe-30 zijn uitgerust met de N-011M Bars ("Panter"). Deze radar heeft met 90 cm een kleinere diameter dan de N-001, maar de detectieafstand voor doelen ter grootte van een straaljager is verbeterd naar 90 km. Sinds 2004 is de ontwikkeling van een hybride phased array-radar aan de gang, wat in 2005 geresulteerd heeft in een prototype met de aanduiding Irbis-E ("Sneeuwpanter"). De fabrikant van deze nieuwe radar claimt dat hij doelen ter grootte van een straaljager op 350 km afstand kan vinden en doelen met een radarreflectieoppervlakte van 0,01 m² (stealthvliegtuigen) op een afstand van 90 km.
Het OEPS-27-infraroodzoeksysteem kan alleen gebruikt worden op kortere afstanden. Het heeft echter wel als voordeel dat het een passief zoeksysteem is en dus niet door een vijandig toestel opgemerkt kan worden. Het is gekoppeld aan een vizier dat op de helm van de piloot gemonteerd is, zo kan deze doelen markeren door er simpelweg naar te kijken. Bij latere varianten is de afstand waarop doelen gedetecteerd kunnen worden verbeterd.

### Vergelijking met andere toestellen
De Soe-27 wordt door experts beschouwd als minstens gelijk, maar op sommige punten superieur aan de vliegtuigen van de Amerikaanse teen-serie (F-14, F-15, F-16 en F/A-18). Het toestel is dan ook een van de aanleidingen geweest voor de ontwikkeling van de F-22. De verschillende militaire oefeningen tussen F-15's en varianten van de Soe-27 lijken dit beeld ook te ondersteunen. In 1992 vond een uitwisseling plaats waarbij Soe-27's in de VS een luchtgevecht naspeelden tegen F-15Ds. De Soe-27 wist zijn achtervolger hierbij makkelijk af te schudden, maar andersom lukte dit de F-15 niet. Een jaar later werd dit in Dubai nog eens bevestigd door een Soe-30MK tegen Mirage 2000's. Carlo Kopp stelt in verschillende publicaties zelfs dat de Australische keuze voor de F-35 Lightning II een gevaarlijke zou zijn, omdat dit toestel niet superieur is aan de Flanker-varianten in Zuidoost-Azië.

## Ontwikkeling
In 1969 hoorde men in de Sovjet-Unie van het bestaan van het Amerikaanse F-X-project dat later de F-15 Eagle zou voortbrengen. Omdat de modernste straaljager van dat moment, de MiG-23, tegenover de F-15 hopeloos verouderd zou zijn was een nieuw vliegtuig nodig. Naar een idee van het Centraal onderzoeks- en ontwikkelingsinstituut nummer 30 werd besloten net als de Amerikanen een groot geavanceerd vliegtuig te ontwikkelen en een kleiner vliegtuig dat in grote aantallen geproduceerd kon worden.
Toen het ministerie van defensie in 1971 officieel vroeg om voorstellen hiervoor in te dienen reageerden drie vliegtuigontwerpbureaus. Soechoj stelde de T-10 versie A voor als geavanceerd vliegtuig en de T-10 versie B als kleiner vliegtuig, Jakovlev stelde de Jak-47 voor als geavanceerd en Jak-45M als kleiner vliegtuig en Mikojan stelde twee versies van de MiG-29 voor. In 1972 koos de VVS voor de T-10 versie A als geavanceerde straaljager en de MiG-29 voor massaproductie.

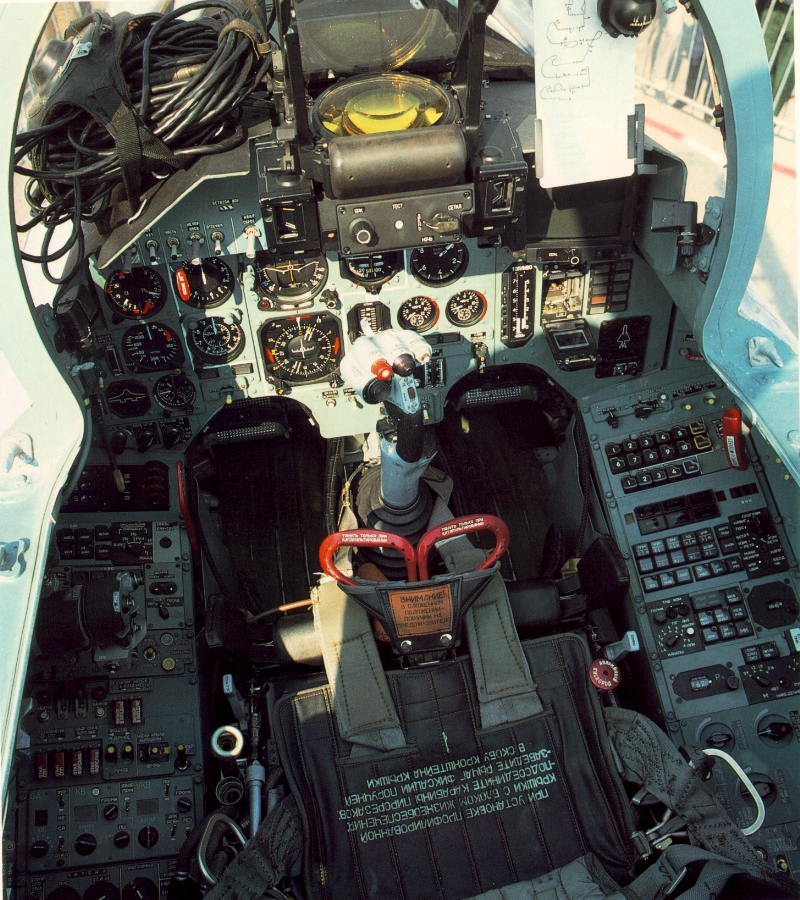
In de cockpit van de Soe-27. De MFD zit half verscholen achter een vliegplan.

In 1973 werden de eisen voor de twee toestellen heroverwogen. Er werd besloten digitale avionica toe te passen en de cockpit moest een multifunctioneel display (MFD) en head-up display (HUD) krijgen om de vlieger meer overzicht te geven. Ook werden nieuwe eisen aan de wapensystemen gesteld. De radar moest meerdere frequentiebanden kunnen gebruiken en de toestellen moesten ook een infraroodzoeksysteem krijgen. Tegelijkertijd werden voor de twee toestellen ook nieuwe wapens ontwikkeld. De R-27- en R-73-raketten zijn speciaal voor de Soe-27 en MiG-29 ontwikkeld.
In 1975 begon de bouw van het eerste prototype genaamd T10-1, waarna dit op 20 mei 1977 zijn eerste vlucht maakte. Hoewel het ontwerp een aantal aerodynamische problemen had, maakte het toch 38 succesvolle vluchten waarna het toestel in de jaren 1980 uiteindelijk bij het Centraal luchtmachtmuseum in Monino terechtkwam. Met het tweede prototype, T10-2, liep het minder goed af. De bouw hiervan werd in begin 1978 voltooid, maar het toestel stortte op 7 mei van datzelfde jaar neer tijdens tests met het fly-by-wiresysteem. Het derde prototype, T10-3, was het eerste toestel dat uitgerust was met een boordkanon en de AL-31F-motoren welke later op de productieversies gebruikt zouden worden. Na het voltooien van de tests werd het toestel samen met T10-4 in 1982 aangepast voor proeven met het opstijgen en landen vanaf een vliegdekschip. Hierna volgden nog de prototypen T10-5, T10-6, T10-9, T10-10 en T10-11. Deze waren allemaal ongeveer hetzelfde, met subtiele verschillen aan de vorm van de neus van de toestellen.
Op 15 september 1975 overleed Pavel Soechoj, die het project tot dat punt had geleid. Hij werd in 1976 opgevolgd door Michail Simonov die na een tijdje constateerde dat het huidige ontwerp wel aan de eisen voldeed maar niet superieur was aan de F-15. Het vliegtuig was te zwaar, verbruikte te veel brandstof en had een stabiliteitsprobleem bij hoge invalshoeken. Het nieuwe ontwerp had een andere positie van de motor waardoor weerstand en brandstofgebruik verbeterden. Het stabiliteitsprobleem werd opgelost door de gekromde voorrand van de vleugel recht te maken en te voorzien van automatisch werkende vleugelneuskleppen. Daardoor bleek het toestel zelfs bij extreme hoge invalshoeken bestuurbaar, iets dat later leidde tot spectaculaire demonstraties bij luchtshows. Hoewel de eerste twee prototypen, T10-7 en T10-12, beide neerstortten, waren de overige tests met prototypen zo succesvol dat eind 1982 de preproductie kon starten.

## Varianten

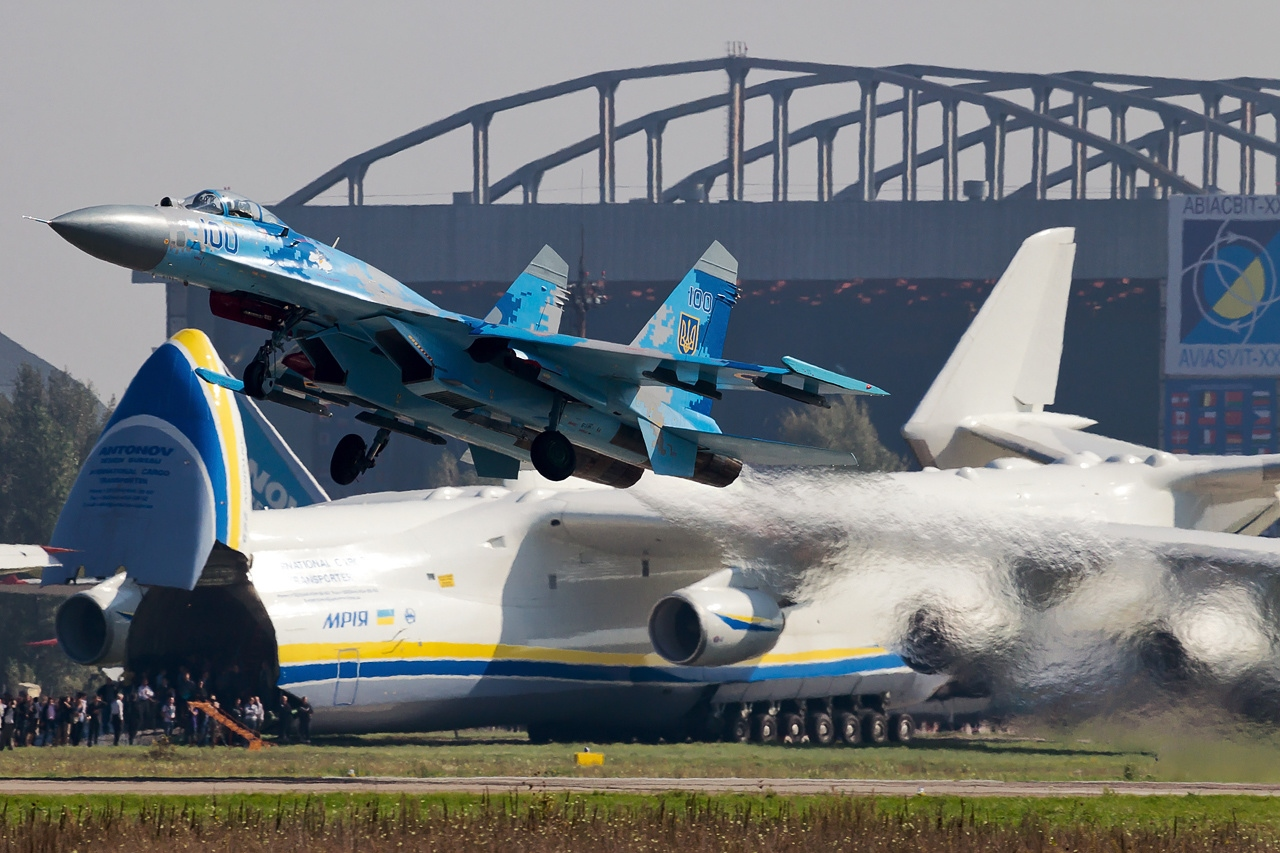
De Soe-27S-variant van de Oekraïense luchtmacht.

De eerste productievariant van de Soe-27 was de Soe-27P die alleen inzetbaar was tegen luchtdoelen. Deze variant werd alleen gebouwd voor de PVO (luchtverdedigingskrachten). De Soe-27S voor de VVS kon hiernaast ook nog ongeleide raketten en bommen tot een massa van 1000 kg per stuk meenemen. In 1991 werd de Soe-27SK, de exportvariant van de Soe-27S, in productie genomen. Later werd hiervan nog een verbeterde variant ontwikkeld, de Soe-27SMK.
Training van nieuwe piloten voor de Soe-27 werd verzorgd middels de Soe-27UB (en Soe-27UBK voor de export), een tweezitter die ook ingezet kon worden in oorlogssituaties. De productie hiervan startte op 10 september 1986, nadat er tussen 1984 en 1986 drie prototypen getest waren. Verschillende van deze toestellen werden gebruikt en omgebouwd voor testdoeleinden. Zo werd een van de toestellen gebruikt bij het testen van systemen voor bijtanken in de lucht en werd een ander gebruikt voor het testen van stuwstraalbesturingssystemen. Dit toestel werd voor dit doel hernoemd naar Soe-27UB-PS.

### Soe-33

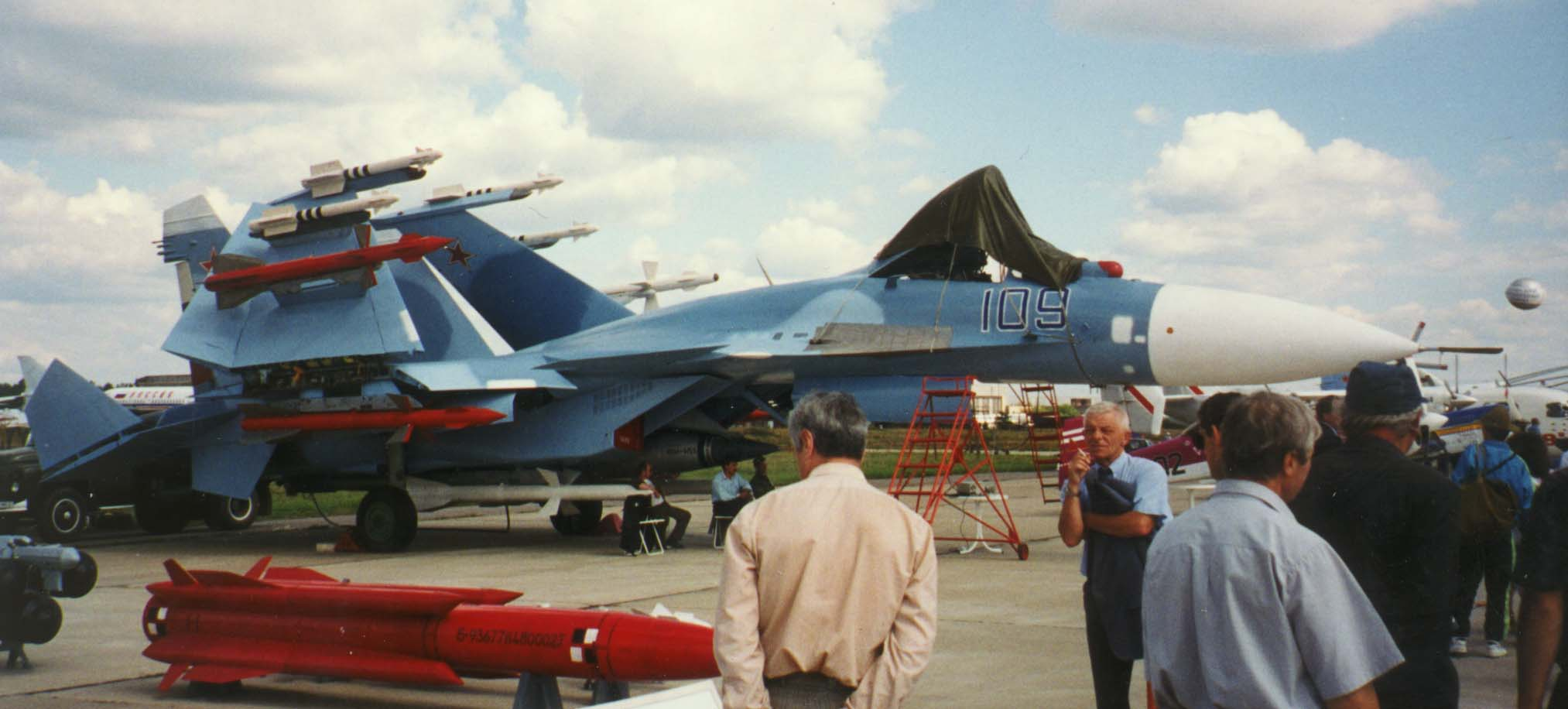
De Soe-33-variant voor de Russische marine.

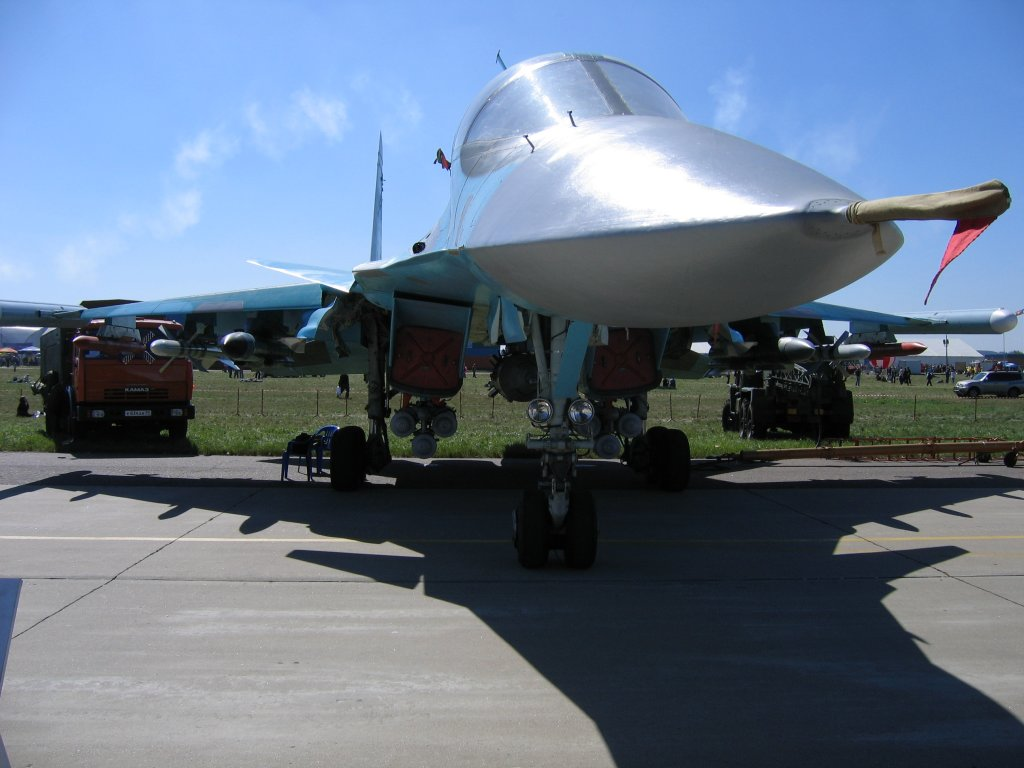
Een van de opvallendste eigenschappen van de Soe-32 is de afgeplatte neus die het toestel moeilijker detecteerbaar maakt voor radar.

In 1982 begon Soechoj met de aanpassing van prototype T10-3 om een variant te ontwikkelen die geschikt was voor gebruik op het vliegdekschip Admiraal Koeznetsov. Niet alleen werd het toestel verstevigd en werd de remparachute vervangen door een haak om vangkabels mee op te pikken, ook werd het uitgerust voor bijtanken in de lucht. Latere prototypen kregen opklapbare stabilo's en vleugels. Eenmaal in productie kreeg het toestel de naam Soe-27K, en later Soe-33. De voorvleugels die later op de Soe-35, Soe-37 en verschillende varianten van de Soe-30 zouden worden, werden voor het eerst toegepast bij de Soe-33.
Voor het trainen van marinevliegers werd in eerste instantie de Soe-25UTG gebruikt, hoewel de vliegeigenschappen van dit toestel zodanig verschilden van de Soe-33 dat een beter trainingstoestel wenselijk was. De ontwikkeling van de Soe-33UB-tweezitter begon in 1996, nadat in de jaren 1980 eerdere pogingen afgebroken waren wegens geldgebrek. Het toestel moest in navolging van de Soe-30 ook in gevechtssituaties ingezet kunnen worden.

### Soe-32
In de jaren 80 was ook behoefte aan een nieuw aanvalsvliegtuig om de Soechoj Soe-24 te vervangen. Ook voor ontwikkeling van dit toestel werd de Soe-27 geselecteerd. De T10V-1, zoals het prototype heette, was afgeleid van een van de afgebroken projecten om een trainingstoestel op basis van de Soe-33 te ontwikkelen. Dit toestel vloog voor het eerst op 13 april 1990 waarna het tweede prototype volgde op 18 december 1993. Omdat het gespecialiseerd is voor het uitvoeren van grondaanvallen, hoeft het toestel een stuk minder wendbaar te zijn dan de overige varianten van de Soe-27. Het type is met een maximale startmassa van 44.360 kg dan ook veruit de zwaarste variant. Hier staat wel tegenover dat het toestel behalve ruime plek voor de tweekoppige bemanning ook een keuken en toilet aan boord heeft, om lange vluchten wat aangenamer te maken.

### Soe-27M, Soe-35 en Soe-37

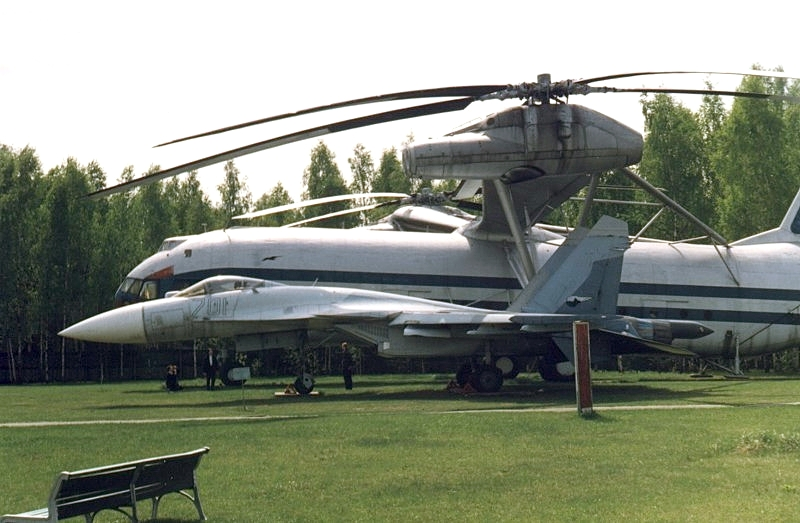
Het prototype T-10M-1 in het Centraal luchtmachtmuseum in Monino.

Midden jaren 80 startte Soechoj de ontwikkeling van een gemoderniseerde Soe-27 onder de naam Soe-27M (of T-10M). Het toestel werd al vrij snel hernoemd werd naar Soe-35, om aan te geven dat het een grote vooruitgang was tegenover de Soe-27. Dit nieuwe type had onder andere voorvleugels en grotere kielvlakken om de stabiliteit bij hoge invalshoeken verder te verbeteren. In de cockpit werden vernieuwingen toegepast om de piloot zo veel mogelijk te ontlasten. De Soe-35 werd uitgerust met een glazen cockpit en had een snelle computer aan boord met voorgeprogrammeerde standaard gevechtssituaties. Vanwege een nieuwe radar moest de pitotbuis die alle voorgaande versies van de Soe-27 op de punt van de neus hadden verdwijnen. De Russische Luchtmacht schafte drie toestellen aan, maar had het geld niet om verdere toestellen te kopen.
De Soe-37 was een nog geavanceerdere versie. Het was een productieversie waar uit gebrek aan belangstelling maar twee toestellen van gebouwd zijn. Het eerste toestel was omgebouwd vanuit de T10M-11, een Soe-35. Nadat eerder bij tests met de Soe-27UB-PS-stuwstraalbesturing een veelbelovende technologie was gebleken, werd de Soe-37 hier standaard mee uitgerust. In 2000 werd door KnAAPO een prototype gebouwd met aanduiding Soe-35UB, dat de sterke punten van de Soe-30 en Soe-37 combineerde. Het toestel is daarna echter niet in productie gegaan.

### Soe-30

Het gebrek aan vliegbases langs de noordelijke grens van de Sovjet-Unie is goed zichtbaar.

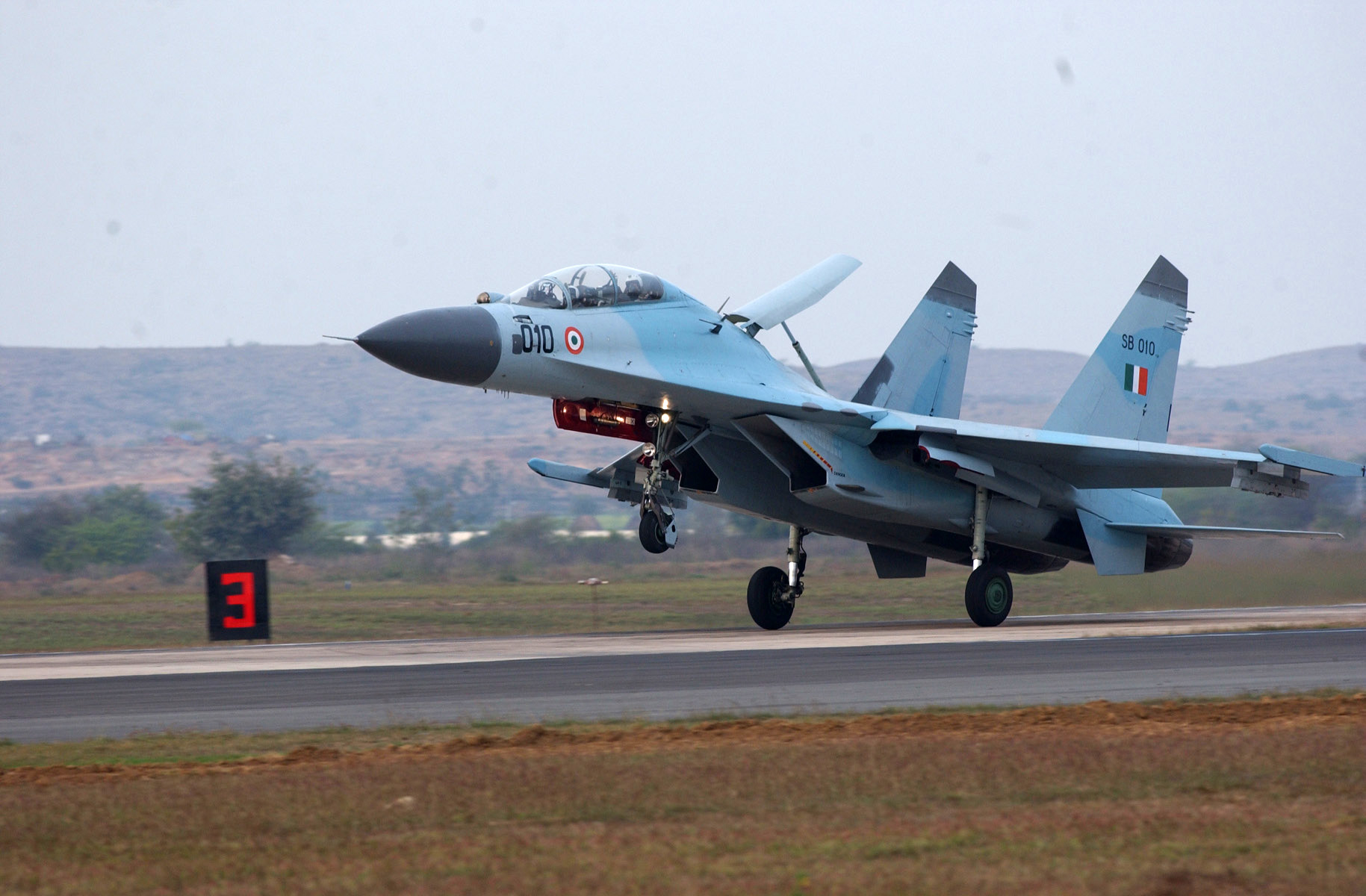
Soe-30K van de Indiase luchtmacht.

In de jaren 80 bleek uit de ervaringen met de eenzitters dat een extra man aan boord verschillende voordelen zou hebben. Dit leidde tot een serie tweezitters gebaseerd op de Soe-27UB-trainer. De eerste van deze serie was de Soe-30, tijdens de ontwikkeling bekend onder de naam T10PU. Het toestel werd ontwikkeld om een zwakheid in de luchtverdediging van de Sovjet-Unie te dichten, aan de noordelijke kust van de federatie was er namelijk een gebrek aan vliegbases. Daarom had de Sovjetluchtmacht een onderscheppingsjager nodig met een zo groot mogelijk bereik. Verder moest het toestel plaats bieden aan twee personen voor lange vluchten. Midden jaren 80 werd aan Soechoj gevraagd de Soe-27UB-trainer door te ontwikkelen tot een volwaardige onderscheppingsjager. In de herfst van 1988 werden twee Soe-27UB-toestellen omgebouwd tot T10-4PU om te fungeren als prototype. Begin jaren 1990 werd het radarsysteem van de Soe-30 verbeterd en werd het toestel geschikt gemaakt voor geavanceerdere lucht-grondraketten, deze verbeterde versie staat bekend als T10-4MK of Soe-30MK.
Wegens geldgebrek bij de Russische luchtmacht zijn slechts enkele Soe-30's geproduceerd en is de Soe-30MK nog altijd niet meer dan een prototype. Als exportproduct zijn de Soe-30-tweezitters wel erg succesvol. Onder andere India, China en Indonesië hebben varianten van de Soe-30 aangeschaft. Deze varianten zijn aangepast aan de specifieke wensen van deze klanten, zo hebben de Indiase Soe-30MKI's stuwstraalbesturingsystemen.

### Toekomst
Het huidige ontwerp biedt nog voldoende groeimogelijkheden zolang vijfde-generatie-toestellen met geavanceerde stealtheigenschappen niet wijd verspreid zijn. De mogelijke verbeteringen van het huidige ontwerp gebaseerd op de Soe-27 zullen echter ooit ophouden. Soechoj is daarom bezig met de ontwikkeling van een vijfdegeneratiestraaljager. In 1997 werden al tests uitgevoerd met de S-37 die gebruikt werd om nieuwe technologieën uit te proberen. Ook leidt Soechoj de ontwikkeling van de PAK FA, de Russische staaljager voor de toekomst.

## Naamgeving door de NAVO
Bij de NAVO stond de Soe-27 tijdens de ontwikkeling bekend onder de naam Ram-K naar de stad Ramenskoje waarbij het Gromov Instituut voor luchtvaartonderzoek (LII) gevestigd is. In 1982 kwam de NAVO achter de naam van de productievariant en werd de NAVO-codenaam Flanker aan het toestel toegekend, waardoor de hele groep van toestellen soms ook wel Flanker-familie genoemd wordt. De productieversie kreeg de naam Flanker-B en de eerder in het LII ontdekte ontwikkelingsversie kreeg de naam Flanker-A. Het Soe-27UB-trainingstoestel kreeg de aanduiding Flanker-C en aan de Soe-33 werd de naam Flanker-D toegekend. De Soe-35 en Soe-37 werden allebei met de naam Flanker-E aangeduid, respectievelijk met de achtervoegsels variant 1 en 2. Door de pers worden soms ook de aanduidingen Improved Flanker en Super Flanker gebezigd. De initiële varianten van de Soe-30 kregen de codenaam Flanker-F, maar de exportvarianten voor China (Soe-30MKK) en India (Soe-30MKI) kregen eigen aanduidingen, respectievelijk Flanker-G en Flanker-H. De Soe-32-jachtbommenwerper kreeg een aparte aanduiding, namelijk Fullback.

## Gebruikers
Lange tijd was de Sovjet-Unie de enige gebruiker van de Soe-27. Na het uiteenvallen van de Sovjet-Unie in 1991, kregen de opvolgerstaten waar het toestel op dat moment gebaseerd was de beschikking over het vliegtuig. Rusland ontving de meeste toestellen, gevolgd door Oekraïne. Verder kregen Wit-Rusland en Oezbekistan op deze wijze een aantal toestellen tot hun beschikking. Kazachstan kreeg zijn toestellen op een andere manier. Tijdens het uiteenvallen van de Sovjet-Unie bevonden zich geen Soe-27's in Kazachstan maar wel Tu-95's en kernwapens. In de periode 1992-1994 werden deze geruild tegen dertig andere vliegtuigen, waaronder een aantal Soe-27's.

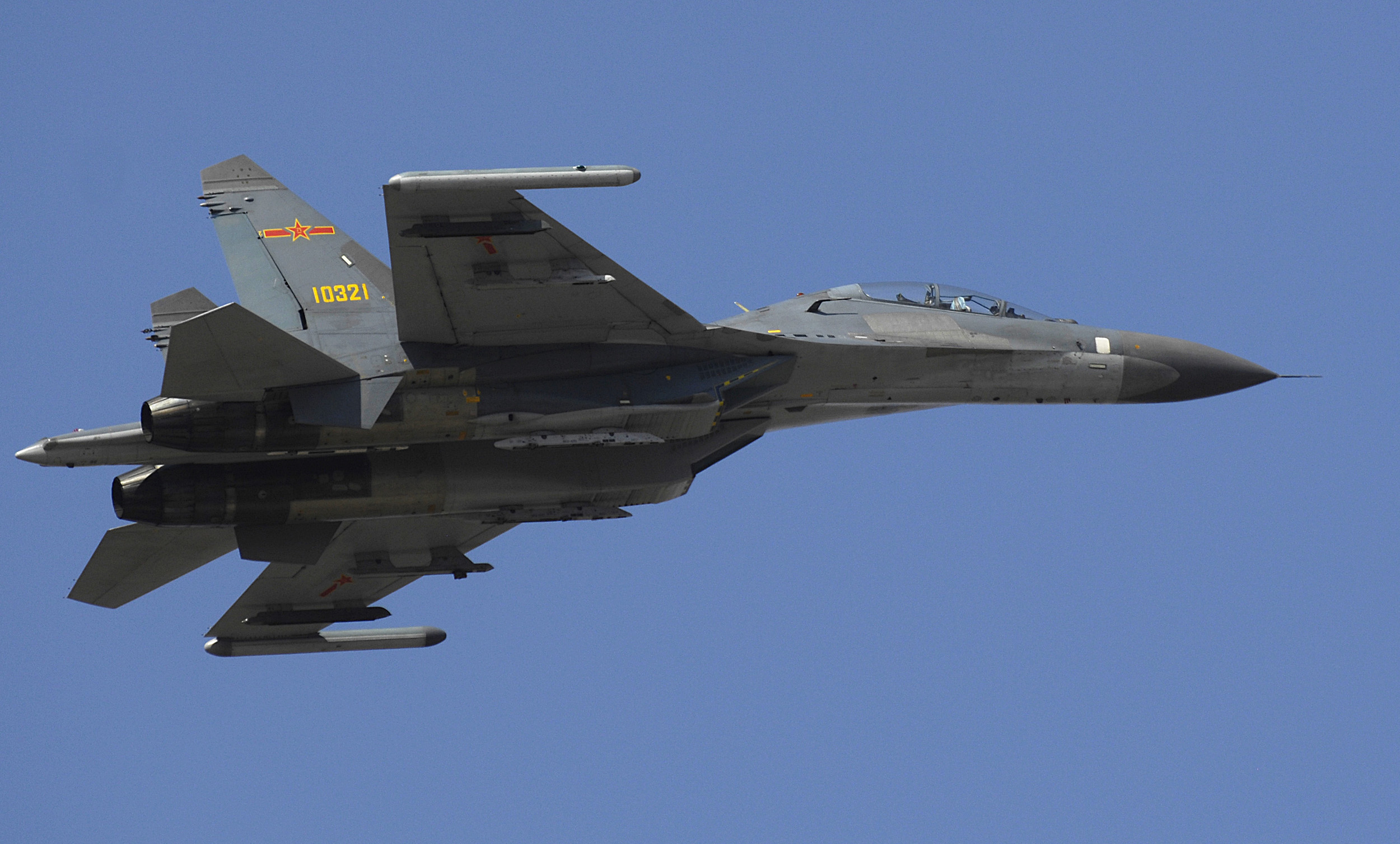
Chinese Shenyang J-11.

Export van de Soe-27 door het uiteenvallen van de Sovjet-Unie.

Niet lang na het uiteenvallen van de Sovjet-Unie kwam ook de export op gang. China was de eerste en belangrijkste klant voor Soechoj. In de periode 1992-2002 kocht het land minstens 72 toestellen. Ook verkreeg het land toestemming om Flankers in licentie te bouwen waarbij wel als voorwaarde gold dat deze niet geëxporteerd zouden worden. Deze toestellen worden gebouwd door de Shenyang Aircraft Corporation en hebben de aanduiding J-11.
Een andere grote afnemer van toestellen is India. Op 30 november 1996 bestelde het land veertig Soe-30Ks, waarna in het voorjaar van 1997 de leveringen begonnen. Na onderhandelingen werden in 2000 de nog te leveren toestellen vervangen door geavanceerdere Soe-30MKIs welke in samenwerking met het Indiase Hindustan Aeronautics Limited gebouwd worden.
Buiten deze grote landen hebben nog drie andere landen in Zuidoost-Azië varianten van de Soe-27 aangeschaft. Vietnam was na China de tweede exportklant van Soechoj. Het land schafte in 1995/1996 vijf Soe-27SK's en een trainingstoestel aan. Indonesië heeft vier toestellen aangeschaft nadat president Soeharto in 1997 de bestelling van F-16's ingetrokken had na kritiek vanuit de VS op zijn beleid. Deze zijn gebaseerd op het vliegveld Sultan Hasanuddin International Airport op het eiland Celebes. De recentste klant in Zuidoost-Azië is Maleisië dat in 2003 18 Soe-27MKM's aanschafte.
De export van Soe-27's heeft zich echter niet beperkt tot Zuidoost-Azië. Rusland en Wit-Rusland exporteerden in de jaren 90 tweedehands Soe-27's naar respectievelijk Ethiopië en Angola. Verder sloot Algerije in 2006 een contract voor 28 Soe-30s.
Aan de andere kant van de oceaan heeft Venezuela in 2006 een overeenkomst gesloten over de aanschaf van 24 Soe-30MK2s. Verder hebben de Verenigde Staten in 1995 twee toestellen aangeschaft, vermoedelijk voor agressortraining. Ook zouden twee Japanse piloten in 1998 trainingen in deze toestellen hebben gehad.

## Inzet

### Gevechtsoperaties

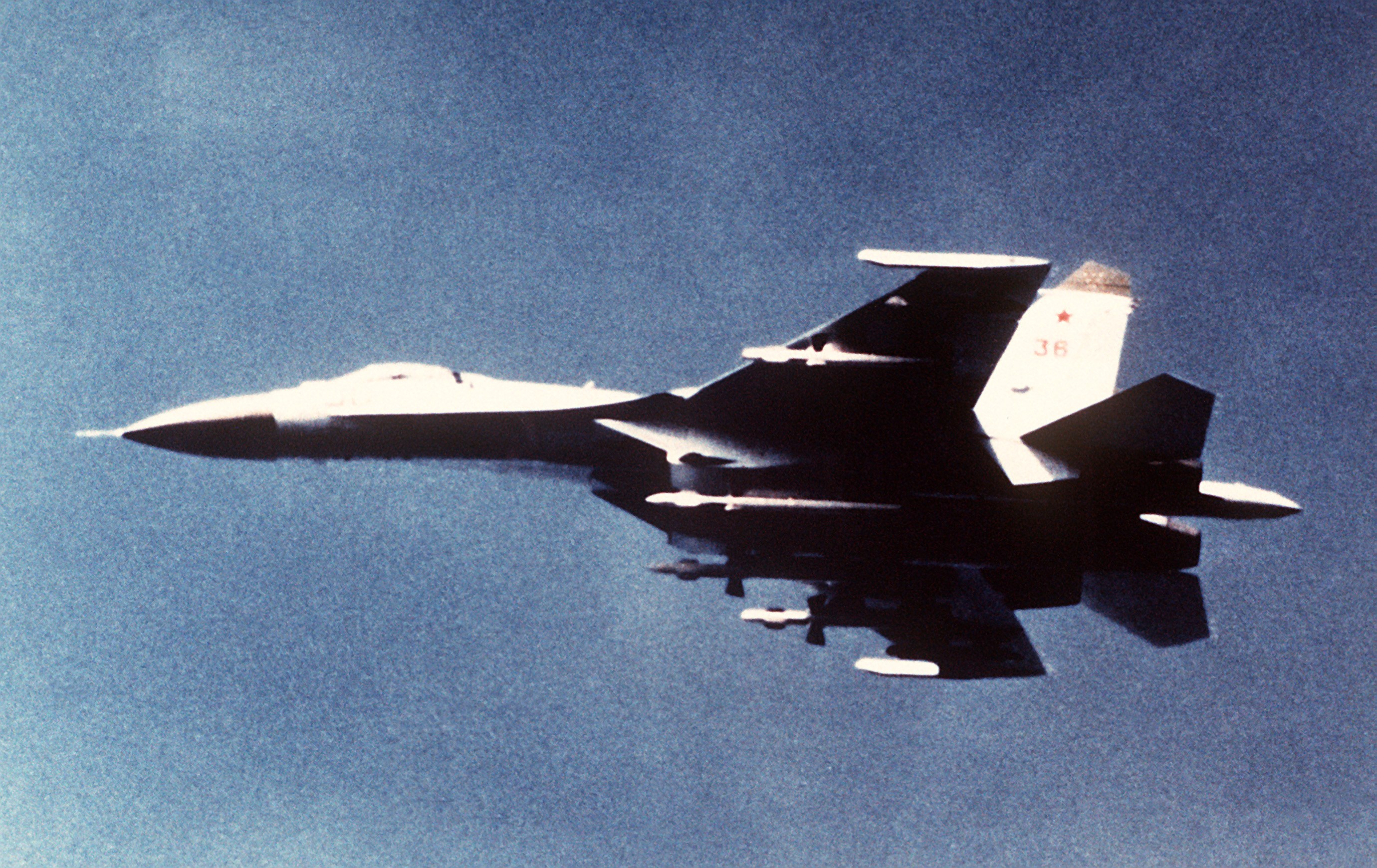
De eerste westerse foto van de productievariant van de Soe-27: De Soe-27P met tactische code 36 Rood van het 941e IAP (jagersregiment) van het 10e Vojska PVO gebaseerd op het schiereiland Kola.

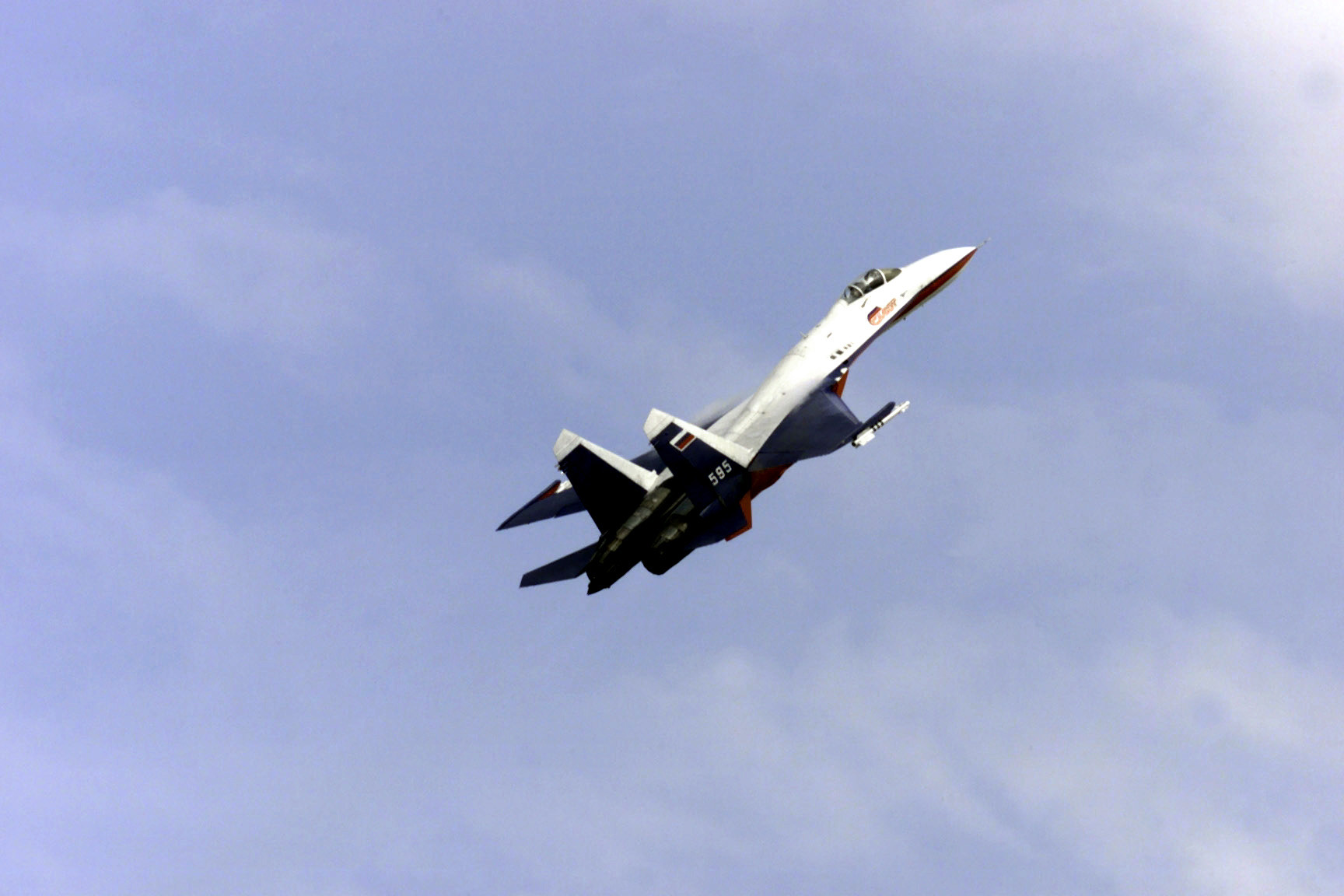
Soe-27 van het LII testpilotendemonstratieteam.

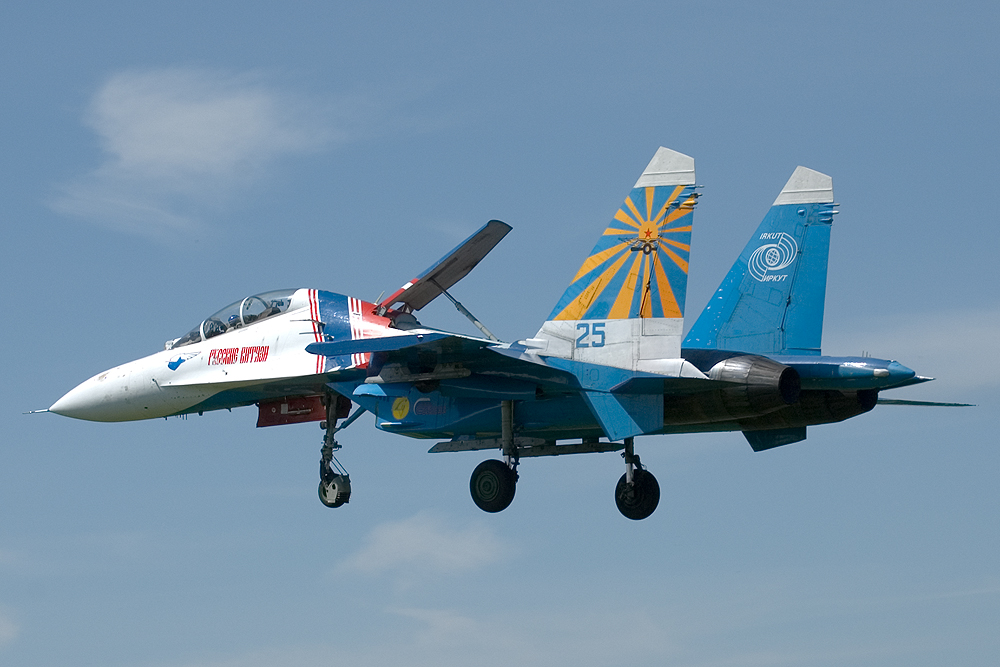
Soe-30 van de Russian Knights.

De Soe-27 heeft in (Sovjet-)Russische dienst nog nooit wapens afgevuurd in een echte oorlogssituatie. Tijdens en na de Koude Oorlog testten de VS echter wel vaak de Russische luchtverdediging (zoals ook andersom gebeurde). Dit resulteerde vaker in onderscheppingen waarbij een tijd samen gevlogen werd. Tijdens deze vluchten samen werden soms manoeuvres uitgevoerd en foto's gemaakt. Op deze manier verkreeg de westerse luchtvaartpers eind jaren 80 ook de eerste foto van de productieversie van de Soe-27, de foto hier rechts.
Wel was de Soe-27 actief in verschillende oorlogen, maar altijd om bommenwerpers en aanvalsvliegtuigen te begeleiden. Zo werd het toestel in de Afghaanse Oorlog (1979-1989) gebruikt om Soe-25s te begeleiden en te voorkomen dat de Pakistaanse luchtmacht luchtsteun kon bieden. Op 19 maart 1993 werd een Soe-27 neergeschoten in Georgië, waar de Russen steun boden aan Abchazië dat voor onafhankelijkheid streed. Een land dat zijn Soe-27's wel in gevechtshandelingen gebruikt heeft is Ethiopië. In de Eritrese Onafhankelijkheidsoorlog haalde Ethiopische Soe-27S's minstens vijf Eritrese MiG-29's neer.

### Demonstraties
Vanwege de extreme wendbaarheid is de Soe-27 ook een graag gezien toestel op vliegshows. Onder andere Rusland en India geven demonstraties met individuele toestellen. Er zijn zelfs een aantal manoeuvres die lange tijd alleen voorbehouden waren aan de Soe-27. Zo voerde testpiloot Viktor Poegatsjov op 28 april 1989 voor het eerst de naar hem genoemde Poegatsjov Cobra uit, een manoeuvre waarbij het toestel met de neus omhoog dwars op de vliegrichting staat. Jevgeny Frolov, een andere testpiloot, liet zien dat de Soe-37 dankzij stuwstraalbesturing nog wendbaarder was door de door Poegatsjov bedachte cobra uit te voeren maar de neus van het toestel omhoog te trekken tot de aanvalshoek van het toestel 180° was ten opzichte van de vliegrichting. Deze manoeuvre wordt Super Cobra of Stop Cobra genoemd. Later zou Frolov met hetzelfde toestel een hele salto maken die naar hem genoemd zou worden, de Frolov Chakra. Verder geven het team van testpiloten van het LII en het aerobatiekteam Russian Knights demonstratievluchten met meerdere Soe-27s en Soe-30s. Een vlucht in een Flanker is echter niet voorbehouden aan jachtvliegers. Vermogende toeristen kunnen via het LII meevliegen in een van de trainingstoestellen waarbij het vliegtuig zelf ook bestuurd kan worden.
Tijdens demonstratievluchten zijn echter ook veel ongelukken gebeurd. Het eerste grote ongeluk met de Soechoj Soe-27 gebeurde op 12 december 1995 toen drie van de zes toestellen van de Russian Knights in Vietnam tegen een berg aanvlogen door slecht weer. Het volgende ongeluk vond plaats op de Paris Air Show. De Soe-30MKI die daar een demonstratievlucht zou geven stortte neer tijdens een trainingsvlucht. Het ongeluk was te wijten aan de piloot die tijdens een gecontroleerde tolvlucht een draai te veel maakte. Het dieptepunt voor de Soe-27 op vliegshows gebeurde tijdens een demonstratievlucht van de Ukrainian Falcons bij de Oekraïense stad Lviv. Een toestel stortte neer tijdens een solovlucht en rolde al brandend het publiek in. De piloten van het toestel konden veilig hun schietstoel gebruiken, maar 77 toeschouwers vonden de dood en 543 mensen raakten gewond. Hiermee is deze ramp de grootste ooit tijdens een vliegshow.

### Recordvluchten
In 1985 werd het toestel T10-15 aangepast voor een aantal recordpogingen. Er werd zo veel mogelijk overbodig gewicht van het toestel verwijderd. De radar, remparachute, remklep, ophangpunten en het boordkanon werden verwijderd, de flaperons, vleugelneuskleppen en beweegbare luchtinlaten werden vervangen door modellen die vastgezet waren in de ideale stand. Ook bleven alleen de absoluut noodzakelijke instrumenten behouden en werd alle verf van het toestel verwijderd. Hiermee werd het maximum startgewicht van het toestel gereduceerd van 30.000 kg naar 14.100 kg. Het toestel werd verder voorzien van motoren die ver buiten hun specificatie draaiden. De R-32's waar het toestel door voortgestuwd werd waren in feite AL-31F's die in plaats van 123 kN nu 133,4 kN stuwkracht leverden. Dit resulteerde in een stuwkracht/gewichtsverhouding van 1,92 waardoor het vliegtuig zelfs in verticale vlucht omhoog de geluidssnelheid kon halen. Dat de remmen het toestel niet meer tegen konden houden was slechts bijzaak, het vliegtuig werd bij de start met een kabel vastgemaakt aan een bulldozer. De piloot kon wanneer de naverbrander op maximaal stond de kabel ontkoppelen waarna het toestel wegschoot. Na deze aanpassingen ontving het toestel de officiële naam P-42.
Met deze P-42 volgden in de periode 1986-1988 twintig recordvluchten, voor een deel verbeteringen van records die het toestel al in bezit had. In 1990 volgde nog een record en in 1993 nog acht, waardoor drieëntwintig van de behaalde records nog steeds in bezit van de P-42 zijn. Tegenwoordig is het toestel te bezichtigen in het Centraal luchtmachtmuseum te Monino.